# 法蘭基·蒙塔斯
法蘭切利斯·蒙塔斯·盧納（西班牙語：Francellis Montas Luna，1993年3月21日—），為美國職棒大聯盟的投手，目前效力於紐約大都會。他先前曾效力於白襪、運動家、洋基、紅人、釀酒人隊。

## 職業生涯

### 波士頓紅襪
2009年，蒙塔斯加盟紅襪。他在紅襪最高層級上到1A。

### 芝加哥白襪
2013年交易大限前，紅襪、白襪和老虎進行三方交易。紅襪得到傑克·皮維與Brayan Villarreal，白襪得到阿法薩耶爾·賈西亞、蒙塔斯、J. B. Wendelken和Cleuluis Rondon，老虎得到荷西·伊格萊西亞斯。
2014年，蒙塔斯從高階1A出發，並入選未來之星明星賽。不過他在賽前卻因為受傷而無法出賽。整季他拿下5勝0敗，防禦率1.44。老虎在11月20日將他加進40人名單，並邀請他參加大聯盟春訓。2015年6月9日，他在2A投出7局無安打。最後球隊在7月17日雙重賽將他列入26人名單內，但他並未完成大聯盟初登板。後來到了9月2日，蒙塔斯才正式於大聯盟亮相。

### 洛杉磯道奇
2015年12月16日，紅人、白襪和道奇進行三方交易。白襪將蒙塔斯、崔斯·湯普森和Micah Johnson交易到道奇，紅人將陶德·弗雷澤交易到白襪，道奇將布蘭登·迪克森、José Peraza和Scott Schebler交易到紅人。2016年2月12日，蒙塔斯因為進行肋骨切除手術將休息長達4個月。他在5月22日才在道奇小聯盟完成初登板，最高層級上到3A，隨後又因為受傷缺席2個月的比賽。

### 奧克蘭運動家
2016年8月1日，道奇將蒙塔斯、Jharel Cotton和Grant Holmes交易到運動家，換來喬希·雷迪克和里奇·希爾。2017年，他拿下1勝1敗，防禦率7.03。2018年，蒙塔斯轉為先發投手，整季拿下5勝4敗，防禦率3.88。
2019年6月21日，蒙塔斯在拿下9勝2敗，防禦率2.70的成績後，因為檢測出對藥物奧斯塔琳呈現陽性反應，因此被聯盟判處80場的禁賽。2020年，蒙塔斯成為運動家的開幕戰先發投手。不過這年他表現得很掙扎，整季僅拿下3勝5敗，防禦率5.60。
2021年2月19日，蒙塔斯確診COVID-19。整季他拿下13勝9敗，防禦率3.37。最後他在賽揚獎票選上拿下第六名。2022年3月22日，蒙塔斯和運動家簽下502萬5,000美元的合約，以避免薪資仲裁。

### 紐約洋基
2022年8月1日，運動家將蒙塔斯和盧·崔文諾交易到洋基，換來JP Sears、Ken Waldichuk、Luis Medina和Cooper Bowman。

## 外部連結
- 球員資訊和成績在MLB ，ESPN ，Retrosheet ，Baseball Reference ，Baseball Reference (Minors) ，Fangraphs ，The Baseball Cube （英文）

| 奖项与成就       | 奖项与成就                     | 奖项与成就           |
| ---------------- | ------------------------------ | -------------------- |
| 前任： 羅比·瑞伊 | 美聯單月表現最佳投手 2021年9月 | 繼任： Logan Gilbert |